# Julia Sauter
Julia Franziska Sauter (Weingarten, 18 juni 1997) is een Duits-Roemeens kunstschaatsster. Ze is negenvoudig Roemeens kampioene.

## Biografie
Julia Sauter werd geboren op 18 juni 1997 in Weingarten, Württemberg. In 2002 begon ze op vierjarige leeftijd met kunstschaatsen. Aanvankelijk schaatste Sauter voor Duitsland, maar sinds 2013 vertegenwoordigt ze Roemenië. Op de Europese kampioenschappen in 2025 eindigde Sauter op de 7e plaats met een score van 172.64 punten. Dit was haar beste resultaat tot nu toe en was de tevens de hoogste plaatsing ooit voor een Roemeense schaatser op de Europese kampioenschappen.

## Persoonlijke records
Behaald tijdens ISU-wedstrijden. 
|                     | punten | toernooi                       |
| ------------------- | ------ | ------------------------------ |
| Hoogste totaalscore | 172.64 | 2025 Europese kampioenschappen |
| Hoogste korte kür   | 062.98 | 2024 CS Budapest Trophy        |
| Hoogste lange kür   | 112.24 | 2022 Wereldkampioenschappen    |

## Belangrijke resultaten
| Kampioenschap           | 12/13  | 13/14 | 14/15 | 15/16 | 16/17         | 17/18         | 18/19         | 21/22         | 22/23         | 23/24         | 24/25         |
| ----------------------- | ------ | ----- | ----- | ----- | ------------- | ------------- | ------------- | ------------- | ------------- | ------------- | ------------- |
| Wereldkampioenschap     |        |       |       |       |               |               | 29e           | 18e           | 20e           | 27e           | 19e           |
| Europees kampioenschap  |        |       | 35e   | 27e   | 25e           | 29e           | 14e           | t.z.t.        | 10e           | 9e            | 7e            |
| Nationaal kampioenschap | Zilver | Goud  | Goud  | Goud  | Goud          |               | Goud          | Goud          | Goud          | Goud          | Goud          |
| WK junioren             |        | 34e   | 25e   | 32e   | geen deelname | geen deelname | geen deelname | geen deelname | geen deelname | geen deelname | geen deelname |

t.z.t. = trok zich terug